# Edwino de Deira
Edwin (también conocido como Eadwine, Ēadwine o Æduini en inglés antiguo; c. 586-12 de octubre de 633) fue rey de Deira y de Bernicia, conocidos más tarde conjuntamente bajo el nombre de Northumbria. Su reino duró desde 616 hasta su muerte. Se convirtió al cristianismo y fue bautizado en el año 627. Tras su muerte en la Batalla de Hatfield Chase fue venerado como santo.
Edwin fue hijo de Aella, rey de Deira. Su hermana Acha estuvo casada con Etelfrido, rey del vecino reino de Bernicia. Fue tío de Hereric (murió c. 604), el cual fue padre de la abadesa Hilda de Whitby y Hereswith, esposa del hermano del rey Anna de Anglia Oriental.

## Infancia y exilio
La Crónica Anglosajona cuenta que después de la muerte de Aella un tal "Etelric" asumió el poder. La identidad exacta de Etelric (o Aethelric) es incierta. Pudo haber sido un hermano de Aella, un hermano mayor de Edwin, un noble cualquiera, o el padre de Etelfrido. El mismo Etelfrido fue también probablemente rey de "Northumbria" (Deira y Bernicia juntos) desde no después de 604. Durante el reino de Etelfrido, Edwin estuvo en el exilio. La ubicación de su temprano exilio como niño es desconocida, pero algunos relatos de Reinaldo de Durham y Godofredo de Monmouth, sitúan a Edwin en el Reino de Gwynedd, acogido por el rey Cadfan ap Iago, lo que explicaría el posterior conflicto entre Edwin y su supuesto hermano adoptivo Cadwallon. Sobre los años 610 se encontraba en Mercia, bajo la protección del rey Cearl, con cuya hija Cwenburga se casó.
Sobre el año 616, Edwin se encontraba en Estanglia, ahora bajo la protección del rey Redvaldo. El monje historiador Beda cuenta que Etelfrido quería que Raedwald asesinara a Edwin, su indeseado rival, y que Raedwald estuvo en disposición de hacerlo, de no haber sido porque su esposa lo persuadió justo a tiempo. Por el contrario, Raedwald se enfrentó a Etelfrido en una batalla cerca del río Idle en 616, en la cual Etelfrido, y el hijo de Raedwald, Raegenhere, murieron. Edwin fue coronado rey de Northumbria, nombrando a Raedwald como Bretwalda; los hijos de Etelfrido se exiliaron a Dalriada y Pictavia. El hecho de que Edwin se hiciera con el poder, no sólo de su tierra natal, Deira, sino también de Bernicia, pudo deberse al respaldo de Raedwald, de quien probablemente siguió siendo súbdito a principios de su reinado. El reinado de Edwin marca una interrupción en el férreo dominio de Northumbria por los bernicianos.

## Edwin como rey

Reinos de Inglaterra circa 600.

Con la muerte de Etelfrido, y del poderoso Etelberto de Kent en el mismo año, Raedwald y su aliado Edwin estaban en una buena posición para hacerse con el dominio de toda Inglaterra, y así lo hizo Raedwald hasta su muerte, una década después. Edwin anexionó el pequeño reino britano de Elmet después de la muerte de su rey Ceretic. Elmet había sido probablemente un reino vasallo de Mercia y a partir de ese momento, de Edwin. El reino de Lindsey, mucho más extenso, fue sometido probablemente después de c. 625, tras la muerte del rey Raedwald.
Por esas fechas Edwin y Eadbaldo de Kent eran aliados, y como su primera esposa Cwenburga ya había muerto, Edwin se planteó casarse con la hermana de Eadbaldo, Ethelburga de Kent. Según Beda, Eadbaldo sólo aceptaría que su hermana se casara con Edwin si este se convertía al cristianismo. El matrimonio de la merovingia Berta con Etelberto de Kent, los padres de Eadbaldo, había resultado en la conversión al cristianismo de Kent, y el de Ethelburga con Edwin haría lo mismo en Northumbria.
La expansión hacia occidente de Edwin pudo haber comenzado a principios de su reinado. A principios de los años 620 hay evidencias de una guerra entre Edwin y Fiachnae mac Báetáin del reino Dál nAraidi, rey de Ulaid en Irlanda. Se sabe que existió un poema, perdido posteriormente, que hacía recuento de las campañas de Fiachnae contra los sajones, y los Anales irlandeses relatan la toma o asedio de Bamburgo, en Bernicia, en los años 623-624. La muerte de Fiachnae en el año 626, a manos de su tocayo, Fiachnae mac Demmáin de los Dál Fiatach, y la muerte de este un año después en la batalla contra Dalriada, probablemente facilitaron a Edwin sus conquistas en la provincia marítima de Irlanda.
En tiempos de Edwin, las guerras entre reinos vecinos formaban parte de la rutina, se producían regularmente, incluso anualmente, para así obtener tributos y esclavos.
La casa real se mudaba regularmente de una “ciudad real” a otra, consumiendo la comida ofrecida por los súbditos, cobrando tributo de las haciendas, dispensando justicia, y asegurándose de que la autoridad real se hiciera presente por todo el reino. Las ciudades reales en los tiempos de Edwin fueron, entre otras, Yeavering en Bernicia, donde se han descubierto rastros de un anfiteatro hecho de madera. Otros sitios reales fueron Campodunum en Elmet (quizás Barwick), Sancton en Deira y Goodmanham, el lugar donde el sacerdote pagano Coifi destruyó los ídolos, según Beda. El reino de Edwin incluía las ciudades romanas de York y Carlisle, y parece ser que ambas fueron de importancia en el siglo VII, aunque no está claro si la vida urbana continuó durante este periodo.

## La conversión de Edwin al Cristianismo
La versión de Beda acerca de la conversión de Edwin destaca dos acontecimientos importantes. El primero se produjo durante el exilio de Edwin, y cuenta cómo Paulino de York le salvó la vida. El segundo evento ocurrió tras su matrimonio con Ethelburga, cuando un agente de Cwichelm de Wessex le intentó asesinar en York, el día de pascua del 626. Estos sucesos habrían influido en la decisión de Edwin de permitir el bautizo de su hija Eanfleda y además prometió adoptar el cristianismo si su campaña contra Cwichelm fuera exitosa. Aparte de estos hechos, la representación general que Beda hace de Edwin, es la de un rey indeciso, temeroso de afrontar riesgos, y sin capacidad de decidir si ser cristiano o no.
Además, la influencia de la reina Ethelburga no puede ser ignorada ya que, siendo de la Dinastía merovingia, era cristiana y evangelizadora por naturaleza y, por tanto, tal y como lo hizo su madre con su padre, tendría la intención de convertir a Edwin. También hubo cartas que el papa Bonifacio V mandó a Edwin y a Ethelburga, lo que demuestra el esfuerzo del papa en cristianizar la isla. Dado que Kent estaba bajo influencia de los francos, éstos estaban también interesados en convertir a sus parientes germánicos, y en extender su poder e influencias. Beda hace referencia al bautizo de Edwin y de uno de sus comandantes, el 12 de abril de 627. El fervor de Edwin, según Beda, llevó a que el hijo de Raedwald, Eorpwald también se convirtiera al cristianismo.

## Edwin como Rey Supremo
El primer obstáculo para Edwin vino poco después de su matrimonio y alianza con Kent, en Canterbury en el verano de 625. Al ofrecer su protección a reyes menores, como el rey de Wight, Edwin arruinó las ambiciones de Cwichelm de Wessex. La respuesta de Cwichelm fue mandar a un asesino, como ya se ha comentado. Edwin no reaccionó inmediatamente a esta afrenta, lo que sugiere que, o bien se sentía incapaz de hacerlo, o que la descripción que Beda hace de él como líder indeciso era cierta. Después del fallido intento de asesinato, Edwin se comprometió a convertirse al cristianismo si conseguía derrotar a Cwichelm.
Edwin fue el rey más poderoso de los gobernantes anglosajones desde 627 hasta su muerte, reinando en Bernicia, Deira, gran parte de Mercia, la Isla de Man y Anglesey. Su alianza con Kent, la debilidad de Wessex y sus recientes victorias le dieron poder y autoridad. El imperium, como Beda lo llamó, que Edwin poseía fue luego asimilado al concepto de Bretwalda, inventado posteriormente por los reyes sajones en el siglo IX.
Como símbolo de su autoridad sobre los otros reyes, Edwin solía sostener una tufa (un manojo de alas en una jabalina o lanza, una enseña militar de origen romano) que le confería popularidad y respeto. También recibía tributo de los príncipes de Gales. Bajo su soberanía las leyes fueron tan respetadas que, tal como atestigua Beda el Venerable, se decía que “una mujer podría viajar a través de la isla con un bebé en su pecho sin temor de ser insultada”.
El supuesto hermanastro de Edwin Cadwallon aparece en la historia c. 629, pero Cadwallon fue derrotado y, o bien se rindió a la autoridad de Edwin o se exilió. Con la derrota de Cadwallon, la autoridad de Edwin parece haberse mantenido estable por varios años, hasta que Penda de Mercia y Cadwallon se rebelaron contra él en 632-633.

## Muerte y legado
Edwin fue derrotado por Penda y Cadwallon en la batalla de Hatfield Chase en el otoño de 633, perdiendo la vida. De los dos hijos mayores que Edwin tuvo con Cwenburh de Mercia, Osfrido murió también en Hatfield Chase, y Eadfrido fue capturado por Penda de Mercia y asesinado un tiempo después.
Sus restos fueron llevados a Whitby, pero su cabeza, puesto que fue decapitado, se llevó a la iglesia de Saint Peter, en York, donde todavía se encuentra.
Después de la muerte de Edwin, la reina Ethelburga y Paulino de York, volvieron a Kent, llevando consigo a su hijo Wuscfrea, a su hija Eanfleda de Deira, y al hijo de Osfrido, Yffi, para exiliarse con ellos. Wuscfrea e Yffi fueron enviados a la corte de Dagoberto I, rey de los francos, pariente de Ethelburga, pero murieron poco después. Eanfleda vivió para casarse con su primo, el rey Oswiu de Northumbria, hijo de Acha y Etelfrido. También se convirtió en santa, al igual que sus padres.
El reino de Edwin fue dividido después de su muerte. Su sucesor fue Osric, hijo del tío paterno de Edwin Aelfric, en Deira, y por Eanfrido, hijo de Etelfrido y la hermana de Edwin Acha, en Bernicia. Los dos se convirtieron al paganismo, y los dos fueron asesinados por Cadwallon. Posteriormente, el hermano de Eanfrido, Oswaldo derrotó y dio muerte a Cadwallon y unió a Northumbria una vez más. Desde ese momento, con excepción de Oswine hijo de Osric, el poder de Northumbria estuvo en manos de los idaneses, los descendientes de Ida de Bernicia, hasta mediados del siglo XIII.
Después de su muerte, Edwin fue venerado como santo por algunos, aunque su culto fue sustituido en gran medida por el más popular culto a Oswaldo, quien fue asesinado en 642. Ambos murieron en batalla a manos de enemigos comunes, los britanos y los paganos de Mercia, lo que hizo que ambos fueran vistos como mártires por los anglos; Sin embargo, el trato que Beda da a Oswaldo demuestra que lo percibía como un santo indiscutible, un estatus que no le confirió a Edwin.
El reconocimiento de Edwin de Northumbria procede en gran parte de las referencias de Beda, escritas desde el punto de vista inglés y cristiano, y se basa principalmente en su trabajosa conversión al Cristianismo. Su reino unido del norte no sobrevivió a su muerte, ni tampoco el proselitismo al cristianismo de su reino, ya que sus sucesores renunciaron al cristianismo y se reconvirtieron a su primitiva religión pagana. Cuando se compara el reinado de Edwin con el de su cuñado pagano Etelfrido, o con el de los hijos de Etelfrido, o con el del pagano Penda de Mercia, se pone de manifiesto que su figura no era tan importante en la primera mitad del siglo VII. Puede que los hechos más significantes del reinado de Edwin fueron sus derrotas, el apogeo de Penda y Mercia, y el retorno del exilo irlandés de los hijos de Etelfrido, quienes unieron el reino de Northumbria con las provincias marítimas irlandesas por varias generaciones.